# Trelans
Trelans (en francès Trélans) és un municipi del departament francès del Losera a la regió d'Occitània.